# Зернов, Сергей Алексеевич

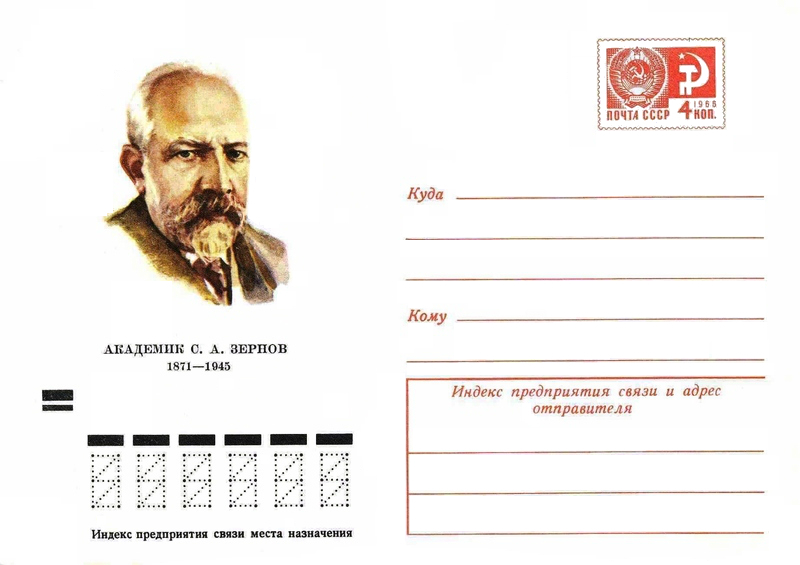
Конверт СССР 1971 года с изображением С. А. Зернова

Сергей Алексеевич Зернов (29 мая [10 июня] 1871, Москва — 28 февраля 1945, Ленинград) — русский и советский зоолог, гидробиолог и общественный деятель, академик АН СССР (1931). Основоположник гидробиологии в России, создатель её экологического направления.

## Биография

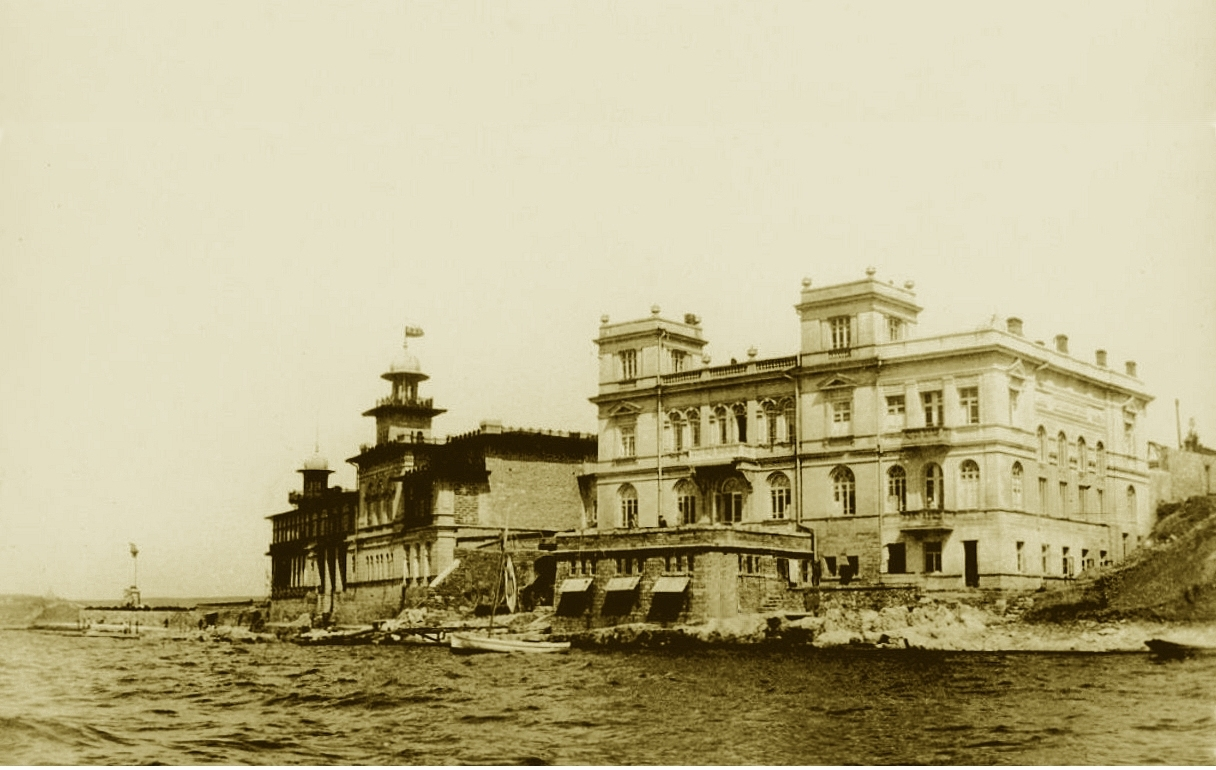
Биологическая станция в Севастополе, 1911 г.

Происходил из купеческого сословия. Учился в 4-й Московской гимназии и на физико-математическом факультете Московского университета. После окончания университета в 1895 году он состоял сверхштатным ассистентом зоологического музея Московского университета; осуществлял практическое руководство первой русской пресноводной гидробиологической станцией на озере Глубокое.
В 1897 году Зернов был арестован за революционную деятельность в Московском рабочем союзе и выслан из Москвы в Малмыж Вятской губернии. После ссылки С. А. Зернов, не имевший права проживать в столицах, обосновался в Казани. Здесь, под руководством А. А. Остроумова он участвовал в устройстве Зоологического музея.
В 1899 году Зернов с семьёй по приглашению Таврического губернского земства переехал в Симферополь, где занял должность хранителя открывшегося Естественно-исторического музея (до марта 1902). В мае 1900 года он принял участие в экспедиции по Азовскому морю, по результатам которой подготовил свою первую статью о планктоне Азовского моря.
В марте 1902 года С. А. Зернов назначен заведующим (старшим зоологом) Севастопольской биологической станции (ныне — Институт биологии южных морей им. А. О. Ковалевского). В течение 12 лет он исследовал гидробиологические условия Чёрного моря, накапливал материалы для своей знаменитой работы о морских биоценозах (сообществах организмов). Им были заложены основы только зарождавшейся тогда науки — гидробиологии.
Он одним из первых опубликовал работы по планктону (1892, 1900, 1901). Многолетние исследования С. А. Зернова увенчались выходом в свет в 1913 году классической научной работы «К вопросу об изучении жизни Чёрного моря». В ней он ввёл в научный оборот термин «биоценоз» и впервые описал 10 основных биоценозов Чёрного моря в районе Севастополя, указав их животный и растительный состав, и вывел закономерности их распределения на карте, а также связи с факторами среды. За эту работу московский университет присвоил ему степень магистра зоологии.
С. А. Зернову принадлежит честь открытия (1908) в северо-западной части Чёрного моря, к западу от Крыма, колоссального скопления красной водоросли филлофоры площадью более 10 000 км² (почти половина площади Крыма). В честь первооткрывателя эти заросли названы «филлофорное поле Зернова». Это открытие дало возможность организовать промышленную добычу иода и агар-агара.
В 1914 году С. А. Зернов организовал первую кафедру гидробиологии в Московском сельскохозяйственном институте (на рыбохозяйственном факультете), а в 1924 году — такую же кафедру в Московском университете. В 1917 году Зернов стал первым деканом рабфака Московского сельскохозяйственного института.
В 1928 году опубликовал работу по открытию криосообществ живых организмов в биотопе льдов пресных водоёмов, ввёл в научный оборот термин па́гон для таких сообществ. 
В 1930 году вступил в  КПСС.
С 1931 года — академик Академии наук СССР. В 1931—1935 годах он занимал должность директора Севастопольской биологической станции. В 1935 году организовал и возглавил Мурманскую биологическую станцию АН (взамен разгромленной). Одновременно, в 1931—1942 годах он был директором Зоологического института АН СССР.
Кроме исследовательской, С. А. Зернов вёл большую научно-организационную работу. Он был участником организации Главного управления рыболовства и Плавучего морского института. В 1934 году опубликовал «Общую гидробиологию» (переиздана в 1949) — первый оригинальный университетский курс.
С. А. Зернов был представителем СССР на международных лимнологических конгрессах: первом в Киле, Германия (1922 г.), третьем в Ленинграде (1925 г.) и четвёртом в Италии (1927 г.), а также членом президиума Международной ассоциации по теоретической и прикладной лимнологии (ныне Международное общество лимнологии).
Скончался в 1945 году. Похоронен в Ленинграде на Литераторских мостках Волковского кладбища.

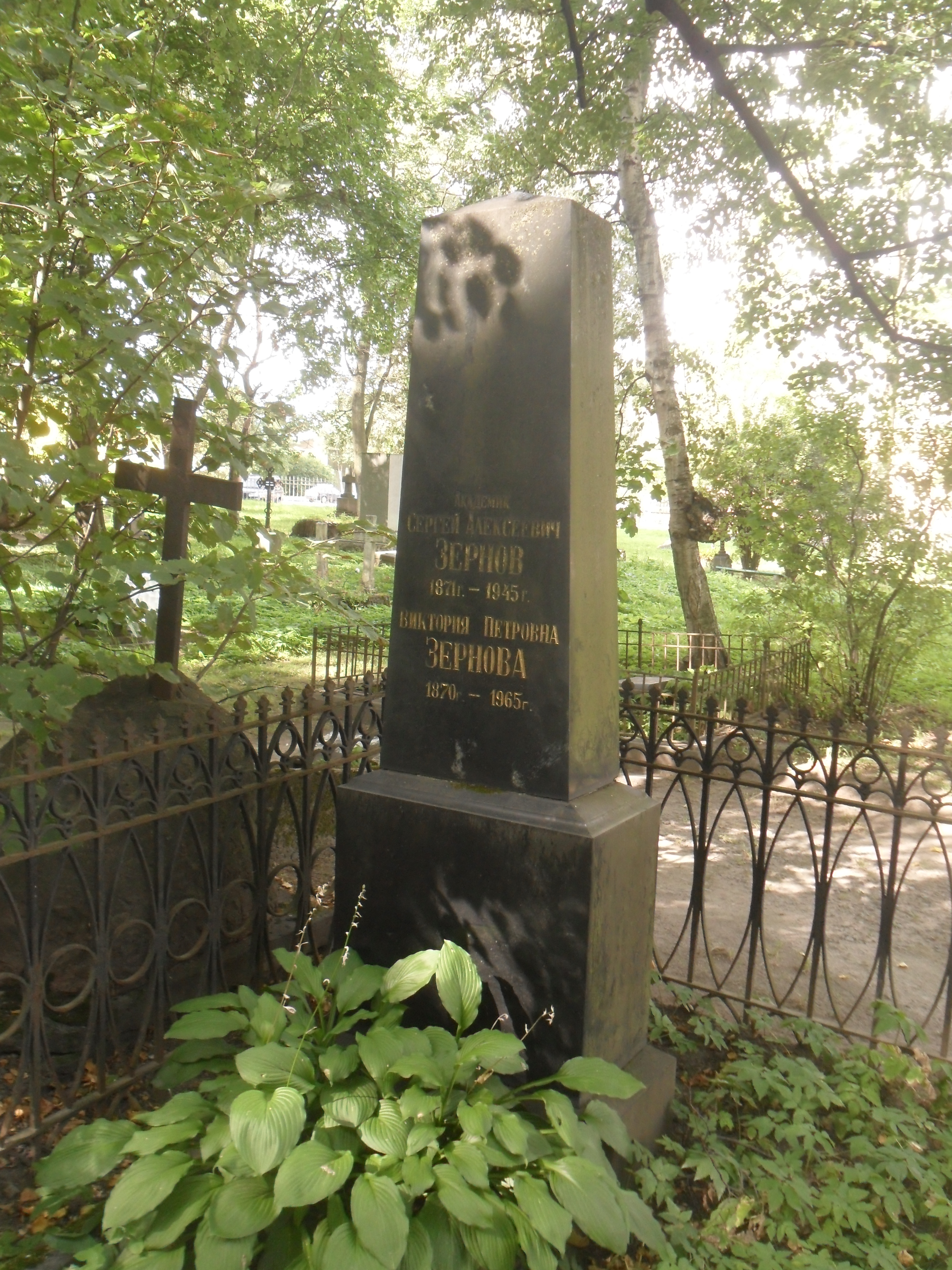
Могила Зернова на Литераторских мостках в Санкт-Петербурге.

## Награды
- орден Ленина (17 января 1945) — за выдающиеся научные работы в области гидробиологии, в связи с 50-летием научно-педагогической деятельности[7]

## Семья
- Жена — Виктория Петровна Зернова, урождённая Суходольская[8] (1870—1965)
  - Дочь — Екатерина Сергеевна Зернова.

Внучка — Виктория Викторовна Зернова, учёный в области биологии

## Адреса в Ленинграде
- 1931—1941, 1944—1945 — Дом академиков, набережная Лейтенанта Шмидта, 1, современный адрес: Санкт-Петербург, 7-я линия Васильевского острова, 2/1, лит. А[9][10].

## Память
На фасаде Дома академиков в Санкт-Петербурге, расположенном по адресу: 7-я линия Васильевского острова, 2/1, лит. А, в 1962 году была установлена мемориальная доска (архитектор Р. И. Каплан-Ингель) с текстом: «Здесь жил с 1931 года и скончался выдающийся гидробиолог, академик Сергей Алексеевич Зернов (1871—1945)».